# ネスタ・マヒナ
アルファネスタ・マヒナ（Alfanesta Mahina、2000年10月28日 - ）は、オーストラリア出身のラグビーユニオン選手。ジャパンラグビーリーグワンの横浜キヤノンイーグルスに所属している。

## プロフィール
- オーストラリア出身[1]。母は和歌山県西牟婁郡白浜町生まれのトンガ人で、トンガと日本の代表資格を持つ[2]。
- クイントン・マヒナは兄。シアレ・マヒナは弟。
- オーストラリアバーバリアンズ高校代表に選ばれたことがある。
- トンガサムライXVスコッドに選ばれたことがある[3]。

## 来歴
ブリスベンステートハイスクール卒業後、2021年、花園近鉄ライナーズに加入。
2022年12月24日に行われたJAPAN RUGBY LEAGUE ONE第2節コベルコ神戸スティーラーズ戦にて途中出場で日本での公式戦初出場を果たした。
2025年5月、花園近鉄ライナーズを退団。
2025年6月30日、横浜キヤノンイーグルスへの入団を発表した。